# Josip Egartner (slikar)
Josip Egartner, slovenski slikar avstrijskega rodu, * 27. marec 1809, Gmünd pri Špitalu ob Dravi, † 2. maj 1849, Kranj.

## Življenje in delo
Egartner Josip, prvotno osebno ime Pessentheiner, posinovljenec L. Layerja. V letih 1834 in 1835 je s freskami poslikal levo od treh cerkev v Rosalnicah, ki so znane kot Tri fare, napravil mnogo oltarjev in zanje slikal oltarne slike, npr.: 2 oltarja za Rupo (zaselek ob Kokrici, 1838), sliko sv. Florijana za Sostro (1839), 2 sliki za romarsko cerkev Marijinega rojstva na Trški gori (1843), za župnijsko cerkev v Kranju sliko v velikem oltarju, za Sv. Goro več slik (1844), sliko  sv. Martina za Ig (1849).
Egartner je neposreden Layerjev učenec. Njegova dela pa so zgolj lokalnega pomena, je pa prestavnik t. i. slikarjev-rokodelcev, ki so izšli iz Layerjeve šole. 
Njegov sin J. Egartner mlajši je bil tudi slikar in podobar v Kranju.